# Proces psychiczny
Proces psychiczny – uporządkowany ciąg zachodzących po sobie stanów psychicznych. Jest to zjawisko przeciwstawne do stanu, który stanowi zatrzymanie procesu, jego chwilową charakterystykę, dominujące przejawy.
Nie każdy proces psychiczny musi być uświadomiony. Często świadomość procesu zanika i doświadcza się zdarzeń jako trwania w określonym stanie. Proces może wystąpić w dwóch formach pierwotnej i wtórnej, w zależności od stopnia identyfikacji ja z poszczególnymi aspektami procesu.

## Procesy pierwotne
Procesy pierwotne to te, z którymi zachodzi identyfikacja. Odnoszą się do tych zjawisk, przeżyć, zachowań i postaw, z którymi się utożsamiamy. Są podstawą zamierzonej aktywności i zgodne z intencjami. Procesy pierwotne są zazwyczaj świadome lub dość łatwo można je sobie uświadomić (odpowiedź na pytanie jak tego doświadczasz?).

## Procesy wtórne
Procesy wtórne są nieintencjonalne, dotyczą wszystkich zachowań, z którymi podmiot nie identyfikuje się. Procesy wtórne mogą stać się pierwotne i przeciwnie, zewnętrznie manifestuje się to jako zmiana postawy. Identyfikacja z pewnymi procesami może być chwilowa, z innymi długotrwała. 